# 明日はどっちだ (映画)
『明日はどっちだ』（あしたはどっちだ）は、1953年に公開された長谷部慶治監督の日本映画。
「サンデー毎日」に連載された永井龍男の同名小説が原作。

## スタッフ
以下のスタッフ名はKINENOTEに従った。
- 監督 - 長谷部慶次
- 演出補導 - 五所平之助
- 脚色 - 長谷川公之
- 原作 - 永井龍男 小説『明日はどっちだ』
- 製作 - 内山義重
- 撮影 - 鈴木博
- 美術 - 伊藤寿一
- 音楽 - 原六朗
- 録音 - 道源勇二
- 照明 - 河野愛三

## キャスト
- 舟橋元 - 久保田潔 [1]
- 三井弘次 - 弁さん [1]
- 柳永二郎 - 加藤 [1]
- 香川京子 - 娘 由紀子 [1]
- 島崎雪子 - 峰岸昭子 ／ シナ服の女 [1]
- 高峰秀子 - 光奴 [1]
- 宇野重吉 - 小山 [1]
- 和田孝 - 山本 [1]
- 潮万太郎 - 六さん [1]
- 小倉繁 - 西川 [1]
- 池部良 - 佐庭 [1]
- 新倉美子[2]
- 宮川玲子[2]
- 築地博[2]
- 小坂眞一[2]
- 川部守一[2]
- 山川朔太郎[2]
- 岡竜三[2]
- 澤村昌之助[2]
- 倉橋亨[2]
- 有馬新二[2]
- 村山京司[2]
- 里木三郎[2]
- 宇田勝太郎[2]
- 広瀬康治[2]
- 大原榮子[2]
- 月村雪江[2]
- 井波静子[2]
- 神代あき子[2]
- 中村幹次郎[2]
- 加藤欣子[2]
- 鳥羽恵美子[2]
- 伊勢由季子[2]
- 五月藤江[2]
- 藤村昌子[2]